# July Hygreck
July Hygreck est une productrice et réalisatrice française,.

## Biographie
En 2018, July Hygreck réalise Blockbuster, avec Lionel Abelanski et Charlotte Gabris  ainsi que Syrus Shaihidi et Tom Hygreck.
En 2021, elle assure avec Julien Zidi la réalisation de la série télévisée Face à face dans laquelle jouent Claire Borotra, Constance Gay, Pascal Demolon et Marc Ruchmann,,.
En 2022, elle se voit confier la réalisation du téléfilm Poulets grillés - La Belle et le Clochard, avec Barbara Cabrita dans le rôle principal,,,,.

## Filmographie

### Cinéma

#### Long métrage
- 2018 : Blockbuster[12](1er Original Netflix France)[13]

#### Courts métrages
- See you sam, réalisation
- Jackpot Brother, réalisation)
- Moi aussi, réalisation), pré achat France TV- diffusion FR2 (spécial St Valentin)
- Mat, réalisation et scénario, Fest Marrakech / Clermont-Ferrand
- La Belle Inconnue, réalisation
- La Chute, réalisation

### Télévision
- 2003-2008 : Sous le soleil, réalisation séquences clipées, TF1
- 2013 : Y'a pas d'âge, réalisation, 6 x 07', FTV
- 2021 : Face à face (série télévisée)[4],[5],[6]
- 2023 : Poulets grillés - La Belle et le Clochard (téléfilm)[7],[8],[9],[10]
- 2024 : Poulets grillés - Les secrets de l hôtel (téléfilm)

### Spectacle
- 2010 : Jérôme Commandeur se fait discret, réalisation des bonus du DVD
- Captation du concert de Mickaël Miro, réalisation Mercury à l'Olympia
- Les 12 court de minuits, réalisation

### Clips
- Mickaël Miro : Écrire comme même, réalisation
- M83 : Sister -party2, réalisation
- Mickaël Miro : Les muses, réalisation